# Jean Kickx (1775-1831)
Jean Kickx (1775 — 1831) foi um botânico belga.
Foi professor de botânica, de farmácia e de mineralogia na Escola Superior de Medicina de Bruxelas. É o autor de Flora bruxellensis que publicou em 1812, em Bruxelas.
O  nome do gênero Kickxia da família das Scrophulariaceae (atualmente nas Plantaginaceae, segundo a classificação APG), criada por Barthélemy Charles Joseph Dumortier (1797-1878), foi dado em sua homenagem e a do seu filho  Jean Kickx (1803-1864), também botânico.